# Vlag van Soria

Vlag van de provincie Soria

De vlag van de Spaanse provincie Soria bestaat uit een donkerpaars veld met in het midden het provinciale wapen. Het is niet bekend wanneer deze vlag officieel als provincievlag is ingesteld. Het wapen is een combinatie van de wapens van de steden Ágreda, Almazán, Osma en Medinaceli, met het wapen van de stad Soria in het hartschild.